# 抑制遺伝子
二対の対立遺伝子のうち、一方の優性遺伝子が他方の優性遺伝子の形質発現を抑制する場合、前者の優性遺伝子を抑制遺伝子と呼ぶ。
蚕の繭の色は、二対の対立遺伝子のうち、優性遺伝子Ｙが働くと黄色になるが、Ｙと同時に抑制遺伝子Ｉが存在すると、白色になる。つまり、表現型［iY］の場合だけが黄色になり、［IY］・［Iy］・［iy］は白色になる。実際、黄色系統（iiYY）と白色系統（IIyy）の交配で生じたＦ1（IiYy）同士をさらに交配すると、Ｆ2では、黄色：白色が３：（9+3+1）＝３：１３に分離する。